# Oisseau
Oisseau es una comuna francesa situada en el departamento de Mayenne, en la región de Países del Loira.

## Demografía
| 1360 | 1254 | 1130 | 1083 | 1110 | 1101 | 1151 |
| Para los censos de 1962 a 1999 la población legal corresponde a la población sin duplicidades (Fuente: INSEE [Consultar]) |      |      |      |      |      |      |